# Чёрный год, или Горские князья
«Чёрный год, или Горские князья» — сатирический роман русского писателя Василия Нарежного, опубликованный в 1829 году, после смерти автора.
Главный герой романа — молодой осетинский князь Кайтук. Он отказывается платить дань тибетскому далай-ламе и этим навлекает на себя множество бед. В его жизни начинается «чёрный год», причём злоключения князя автор описывает с явной иронией.

## Создание и оценки
Нарежный начал работу над романом во время службы на Кавказе (1800—1803), где он был секретарём Лорийской управы земской полиции. Писатель собрал много материала о быте горских народов, о деятельности на новых территориях российской администрации. Вернувшись в Санкт-Петербург в 1803 году, он полностью сосредоточился на «Чёрном годе», но не позже 1806 года бросил роман незаконченным. В дальнейшем Нарежный много раз возвращался к этой книге и дописал её (точная дата неизвестна, это могли быть 1816—1817 годы). Он предложил роман Вольному обществу любителей российской словесности, но рецензент Михаил Сонин решил, что на страницах «Чёрного года» слишком жёсткой критике подвергаются власти. Нарежный после этого разорвал все связи с обществом. Роман увидел свет только в 1829 году, спустя четыре года после смерти автора.
Из-за поздней публикации «Чёрный год» остался неоценённым по достоинству. К 1829 году он успел устареть с точки зрения и стиля, и содержания (завуалированная критика конкретных персон уже была непонятна читателям). Рецензент журнала «Атеней» написал, что «по духу своему» книга «относится к сатирическим романам прошлого столетия, носит на себе какую-то оттенку Вольтерова „Кандида“, путешествий Гулливеровых и множества других сочинений, наводнявших прежде всю европейскую литературу».
Советский литературовед Н. Степанов констатировал, что Нарежный действительно написал «Чёрный год» под влиянием Вольтера и, в частности, его философских повестей. При этом для «Чёрного года» жанр «авантюрно-нравоописательного романа» с локализацией действия на Востоке — только условность: в отличие от французских образцов, повествование у Нарежного «насыщено фактическим, этнографически-бытовым материалом».